# Зоран Тошич
Зоран Тошич (серб. Зоран Тошић, нар. 28 березня 1987, Зренянин) — сербський футболіст, півзахисник казахського клубу «Тобол».
Насамперед відомий виступами за клуб ЦСКА (Москва), а також національну збірну Сербії.
Триразовий чемпіон Росії, дворазовий володар Кубка Росії.

## Клубна кар'єра
Народився 28 березня 1987 року в місті Зренянин. Вихованець футбольної школи клубу «Пролетер». Дорослу футбольну кар'єру розпочав 2005 року в основній команді того ж клубу, в якій провів один сезон, взявши участь лише у 7 матчах чемпіонату.
Протягом 2006—2007 років захищав кольори команди клубу «Банат».
Своєю грою за останню команду привернув увагу представників тренерського штабу клубу «Партизан», до складу якого приєднався 2007 року. Відіграв за белградську команду наступні два сезони своєї ігрової кар'єри. Більшість часу, проведеного у складі «Партизана», був основним гравцем команди.
У 2009 році уклав контракт з клубом «Манчестер Юнайтед», у складі якого провів наступні один рік своєї кар'єри гравця.
Протягом 2010 року захищав кольори команди клубу «Кельн», де грав на правах оренди.
До складу клубу ЦСКА (Москва) приєднався 2010 року. Протягом семи сезонів, проведених у Москві, відіграв за «армійців» 182 матчі у чемпіонаті та тричі здобував титул чемпіона Росії. У липні 2017 року його контракт з московським клубом завершився і він залишив команду.
28 серпня 2017 року на правах вільного агента уклав трирічний контракт з белградським «Партизаном».

## Виступи за збірні
Протягом 2007–2009 років залучався до складу молодіжної збірної Сербії. На молодіжному рівні зіграв у 17 офіційних матчах, забив 2 голи.
У 2007 році дебютував в офіційних матчах у складі національної збірної Сербії. Наразі провів у формі головної команди країни 76 матчів, забивши 11 голів.
У складі збірної був учасником чемпіонату світу 2010 року у ПАР.

## Титули і досягнення

### Командні
- Чемпіон Сербії (2):

«Партизан»: 2007-08, 2008-09
- Володар Кубка Сербії (3):

«Партизан»: 2007-08, 2017-18, 2018-19
- Чемпіон Росії (3):

ЦСКА (Москва): 2013, 2014, 2016
- Володар Кубка Росії (2):

ЦСКА (Москва): 2011, 2013
- Володар Суперкубка Росії (1):

ЦСКА (Москва): 2014
- Чемпіон Казахстану (1):

«Тобол»: 2021
- Володар Суперкубка Казахстану (1):

«Тобол»: 2022

### Особисті
- Найкращий гравець Чемпіонату Європи U-21: 2009